# ماريا ميركوفيتش
ماريا ميركوفيتش (بالإنجليزية: Marija Mirkovic)‏ مواليد 23 فبراير 1990 في بلغراد، هي لاعبة كرة مضرب أسترالية تلعب باليد اليمنى. أعلى تصنيف لها كان 276. فازت ببطولة بوندابيرج للزوجي في سنة 2010 مع شريكتها جيسيكا مور.

## روابط خارجية
- ماريا ميركوفيتش على موقع رابطة محترفات التنس (الإنجليزية)
- ماريا ميركوفيتش على موقع الاتحاد الدولي لكرة المضرب (الإنجليزية)
- ماريا ميركوفيتش على موقع اتحاد التنس الأسترالي (الإنجليزية)
- ماريا ميركوفيتش على موقع إي إس بي إن.كوم (الإنجليزية)